# Graomys
Graomys is een geslacht van zoogdieren uit de familie van de Cricetidae. De wetenschappelijke naam van het geslacht werd in 1916 gepubliceerd door Oldfield Thomas.

## Soorten
Er worden 4 soorten in dit geslacht geplaatst:
- Graomys chacoensis (J. A. Allen, 1901)
- Graomys domorum (O. Thomas, 1902)
- Graomys edithae O. Thomas, 1919
- Graomys griseoflavus (G. R. Waterhouse, 1837)

Andalgalomys · Auliscomys · Calassomys · Calomys · Eligmodontia · Galenomys · Graomys · Loxodontomys · Phyllotis · Salinomys · Tapecomys